# Philipponnat
Philipponnat è un'azienda francese produttrice di champagne, fondata nel 1910 da Auguste e Pierre Philipponnat a Mareuil-sur-Ay. I vitigni, prevalentemente di pinot nero, sono coltivati principalmente nei comuni di Ay, Avenay-Val-d'Or, Mareuil-sur-Ay e Mutigny. L'azienda è di proprietà del gruppo Lanson BCC.

## Storia
April de Philipponnat, originario di Friburgo in Svizzera, si stabilì con la sua famiglia ad Ay nel 1522. Era un soldato del re Francesco I di Francia che, dopo la Battaglia di Marignano, gli concesse alcune terre ad Ay. La famiglia Philipponnat si dedicò per tutto il periodo del secondo Impero francese alla produzione di champagne, e le generazioni successive acquisirono ulteriori terreni e antiche cantine a Mareuil-sur-Ay. Il 28 luglio 1697 Pierre Philipponnat registrò lo stemma della maison, tutt'oggi utilizzato.
Nel 1935, sotto la direzione di Pierre Philipponnat, l'azienda acquistò il Clos des Goisses, un vitigno di 5,5 ettari. In questo vitigno, che ha un'esposizione particolare, viene prodotto un solo tipo di champagne. 
Nel 1986 l'azienda è stata acquisita da Financière Globe, e successivamente da Marie Brizard. Nel 1997 il gruppo Boizel Chanoine Champagne (dal 2010 Lanson-BCC) ha rilevato Philipponnat, che dal 2000 è guidata da Charles Philipponnat. Oggi i vitigni di proprietà dell'azienda si sviluppano su una superficie di 20 ettari.